# Ellingsøytunnel
Der Ellingsøytunnel (norwegisch Ellingsøytunnelen) ist ein Unterseetunnel in der norwegischen Provinz Møre og Romsdal. Er unterquert den Ellingsøyfjord und verbindet die Inseln Ellingsøya und Nørvøya miteinander.
Der Tunnel ist – ebenso wie der Valderøytunnel – eines der Verbindungsglieder zwischen der Stadt Ålesund und deren Flughafen sowie Teil der Festlandverbindung Vigrasambandet, über die fünf benachbarte Inseln mit Ålesund verbunden sind. Durch den Tunnel verläuft der Riksvei 658. Der 3520 m lange Tunnel verfügt über drei Fahrstreifen und liegt bis zu 140 Meter unter dem Meeresspiegel.
Mit der Tunneleröffnung im Jahr 1987 wurde die Fährverbindung Hoff–Flatholmen–Ålesund(Skatefluakai) ersetzt.
Der Tunnel ist für Radfahrer gesperrt.